# Fredede fortidsminder i Hvidovre Kommune
Denne liste over fredede fortidsminder i Hvidovre Kommune viser alle fredede fortidsminder i Hvidovre Kommune. Listen bygger på data fra Kulturarvsstyrelsen.
| Stednavn        | Type       | Datering                          | Seværdighed (Verdensarv, National, Lokal, Nej) | ID (Link til Kulturarv.dk) | Koordinater                                   | Billede     | Bemærkning |
| --------------- | ---------- | --------------------------------- | ---------------------------------------------- | -------------------------- | --------------------------------------------- | ----------- | ---------- |
| Avedøre Batteri | Befæstning | Historisk Tid (ca. 1067 til 2009) | Nej                                            | 190215                     | 55°37′13″N 12°28′05″Ø / 55.62036°N 12.46804°Ø | Upload foto |            |
| Langhøj         | Langhøj    | Oldtid (ca. -3950 til -501)       | Nej                                            | 96131                      | 55°37′18″N 12°29′13″Ø / 55.62176°N 12.48685°Ø | Upload foto |            |
| Langhøj         | Stenkiste  | Oldtid (ca. -3950 til -501)       | Nej                                            | 96131                      | 55°37′18″N 12°29′13″Ø / 55.62176°N 12.48685°Ø | Upload foto |            |
| Simonshøj       | Rundhøj    | Oldtid (ca. -250000 til 1066)     | Nej                                            | 96116                      | 55°37′30″N 12°29′00″Ø / 55.62498°N 12.48325°Ø | Upload foto |            |